# جيم إيرفاين (لاعب كرة قدم)
جيم إيرفاين (بالإنجليزية: Jim Irvine)‏ هو لاعب كرة قدم بريطاني، ولد في 17 أغسطس 1940 في وايتبرن ‏ في المملكة المتحدة. لعب مع دندي يونايتد ونادي بارو ونادي ميدلزبره وهارت أوف ميدلوثيان.